# Erebus rivularis
Erebus rivularis là một loài bướm đêm trong họ Erebidae.